# Pyrinia aemula
Pyrinia aemula är en fjärilsart som beskrevs av W. Warren 1906. Pyrinia aemula ingår i släktet Pyrinia och familjen mätare. Inga underarter finns listade.